# Mowag Panzerattrappe
Die Mowag Panzerattrappe ist ein Zieldarstellungsfahrzeug des Schweizer Unternehmens Mowag.

## Geschichte und Entwicklung
Ursprünglich als gepanzertes Aufklärungsfahrzeug konzipiert, wurde die Panzerattrappe auf der Basis des leichten Geländekraftwagen Mowag T1 GW 3500 4×4 zwecks Zieldarstellung und als bewegliches Ziel für die Panzerwurfgranate (Übung), für Übungsgeschosse des Raketenrohrs (20 mm Einsatzlauf), des Sturmgewehr 57 sowie für Übungshandgranaten gebaut.
Es wurden 240 Stück produziert und zwischen 1954 und 1987 bei der Schweizer Armee eingesetzt. Das Fahrzeug mit der Nummer M+83124 befindet sich heute im Schweizerischen Militärmuseum Full.